# Pulau Pawai
Pulau Pawai (en chinois : 巴歪岛, en malais : பவாயி தீவு), est une île située dans le Sud-ouest de l'île principale de Singapour. Elle fait partie des îles utilisées par les Forces armées de Singapour pour leurs exercices. 

## Géographie
Située dans l'air de tir des Forces armées de Singapour entre Pulau Sudong et Pulau Satumu, elle s'étend sur une longueur d'environ 1,7 km pour une largeur approximative de 880 m. 

## Histoire
Durant la période coloniale, elle s'est appelée Alligator Island. Depuis le 9 juin 1989, elle fait partie comme Pulau Senang et Pulau Sedong de la zone d'entrainement de l'armée singapourienne. Elle est ainsi interdite au public. Elle est utilisée aussi bien par la Force aérienne de la république de Singapour qui y teste des bombardements que par la marine de Singapour.